# ベス・アーノルト
ベス・アン・アーノルト（英語: Beth Ann Arnoult、1965年12月1日 - ）は、アイオワ州のレイクシティ出身の車いすテニス選手。シングルスの世界最高ランクは2006年2月13日に記録した10位、ダブルスでは2006年7月3日に記録した10位が最高である。現在はハワイ州のマウイ郡パイアで暮らしており、同郡のパークスで練習のほか車いすテニスクリニックなども行っている。
1991年に起きたオフロードカーの事故により脊椎を骨折してしまい、足の運動能力をほとんど失った。高校時代にはチアリーディングと陸上競技を行っていたものの事故前にはスポーツをほとんど行っておらず、車いすスポーツにも消極的だったが1997年から車いすテニスを始め1998年には初のITFツアーの試合に出場した。
2007年にリオデジャネイロで開催されたパラパンアメリカン選手権ではシングルス決勝でアメリカのケイトリン・ヴァーファースに3-6、1-6で銀メダルを獲得しており、ダブルスではそのヴァーファースと組んで決勝でブラジルのサマンタ・アルメイダ、レジャーニ・カンジダに勝利して金メダルを獲得している。2008年には北京パラリンピックに出場しており、1回戦ではインドネシアのヤニー・イーダに勝利、2回戦でベルギーのマリア＝アニク・セヴェナンに勝利したものの3回戦でオランダのイスケ・フリフィウンに敗れた。ダブルスではケイトリン・ヴァーファースと組んで出場、1回戦は不戦勝で、2回戦はイギリスのジョーダン・ワイリー、ルーシー・シューカーペアに勝利したが3回戦でオランダのエステル・フェルヘール、イスケ・フリフィウンに敗れた。